# Allatae sunt

Wappen von Papst Benedikt XIV.

Allatae sunt (lateinisch für Sie wurden herangetragen) ist eine päpstliche Enzyklika Papst Benedikts XIV., datiert vom 26. Juli 1755. Der Untertitel lautet: „Über die Befolgung des Orientalischen Ritus“ und wurde an die Missionare der Ostkirchen gerichtet. Es ist die längste und ausführlichste Enzyklika dieses Papstes, sie gilt als die erste kompakte „Ostkirchenenzyklika“ und wurde stetig als Grundlage für weiterführende apostolische Schreiben und Verlautbarungen zu den Ostkirchen aufgeführt.

## Ausgangssituation
Benedikt XIV. beginnt in seinem Schreiben mit einer Darstellung der Ausgangssituation:
Ausschlaggebend für diese Enzyklika waren demnach Briefe, die an die zuständigen Kardinäle der Congregatio de Propaganda Fide „herangetragen“ worden waren. Diese Briefe stammten überwiegend aus dem Missionsraum Basra (auch Bassora) im Irak. In ihnen wurde berichtet, dass in diesem Gebiet viele Christen der armenischen und syrischen Kirchen lebten. Da die Gläubigen über keine eigenen Kirchengebäude verfügten, besuchten sie die Missionseinrichtungen, in denen nach dem lateinischen Ritus die Heilige Messen angeboten wurde. Die Gläubigen feierten die heiligen Zeremonien in Übereinstimmung mit ihren eigenen Riten. Die verschiedenen Riten, Gebräuche, divergierenden Kalendarien und beweglichen Feiertage führten jedoch zu Unstimmigkeiten. Die Antragsteller wollten geklärt wissen, ob die Christen der Ostkirche nun dem neuen lateinischen Kalender folgen müssten. Weiterhin, ob die anderen Kirchenfeste den Armeniern und Syrern von Basra aufgezwungen werden sollen. In diesem Falle würden die Gläubigen nur dann in die Kirchen des lateinischen Ritus' gehen, um ihre Sonntagspflicht wahrzunehmen. Einige Missionare berichteten zudem, dass die Armenier nicht die Bestimmungen der Abstinenz- und Fastenzeiten einhielten und als Fleischersatz keinen Fisch verspeisten. Dieses bewerteten die Missionare als natürliche Schwäche und kritisierten das Verhalten als „andere Sitten“. Sie schlugen deshalb vor, als Ausgleich hierfür andere Frömmigkeitsformen zuzulassen.

## Untersuchung und Bewertung
Der Papst berichtete, dass er diese Fragen und Meinungen den Mitgliedern der Congregatio de Propaganda Fide vorgelegt habe. Nach eingehender Prüfung beschlossen die Kardinäle, keine Erneuerungen und Veränderungen der bestehenden Regeln zuzulassen. Er bestätigte nochmals die Dekretalen der päpstlichen Kongregation vom 31. Januar 1702 und lehnte jede Ergänzung ab. Die katholischen Ostkirchen und ihre Riten, antwortete der Papst, wurden durch den Heiligen Stuhl genehmigt. Er führte weiter aus: Wie jeder weiß, ist die „Orientalische Kirche“ aus den Riten der Griechen, Armenier, Syrer und Kopten entstanden, und es besteht kein Anlass zu weiteren Neuerungen.
Nachdem der Papst einige Passagen aus dem Dekret zitiert hatte, erklärte er, dass die Bedeutung des Textes eindeutig und klar sei und keines weiteren Kommentars bedürfe. Die neue Enzyklika sollte sicherstellen, dass der Text noch einmal ins Bewusstsein gerückt werde und somit von jedem verstanden werden könne. Er billigte zu, dass die Missionare von Basra ihre Fragen in Unkenntnis des Dekrets vorgetragen hätten.

### Rückblick
Im folgenden Abschnitt geht Benedikt XIV. sehr ausführlich und detailliert auf die unierten katholischen Kirchen ein. Er unterstreicht, dass die Kirchen die Dogmen und Doktrin übernommen hätten und die Trinität von Gott Vater, Gottes Sohn und Gott Heiliger Geist von allen angenommen worden sei. In einer langen Passage beschreibt Papst Benedikt XIV. die geschichtliche Entwicklung. Seinen historischen Rückblick begann er mit Papst Leo IX. (Pontifikat 1049–1054), der die Griechen unterstützt hatte und nach dessen Tod das Schisma begann, er setzte seine Aufzählung mit einer Reihe von Beispielen fort. Nach diesem historischen Abriss erwähnt Benedikt XIV. seine Apostolische Konstitution Etsi Pastoralis aus dem Jahre 1742, mit der er die Verhältnisse der Christen der italo-albanischen Kirche und einige liturgische Regeln festgelegt hatte.

### Übertritt zum katholischen Glauben
Die Päpste, erklärte Benedikt XIV., hätten alles unternommen, die Ketzereien, die zum Schisma zwischen den West- und Ostkirchen geführt hätten, zu überwinden. Sie hätten auch den Ostkirchen „befohlen“, die Einheit der Kirche wiederherzustellen. Im nachfolgenden Kapitel ging er auf die Konversion ein:
Als Grundlage gelten für die Aufnahme von Griechen die Bestimmungen Veteris Bullarii von Gregor XV. (1621–1623) aus dem Jahr 1623. Für den Glaubensübertritt von Angehörigen der Ostkirchen gelten die Anordnungen Urbans VIII. (1623–1644) aus dem Jahr 1642. Beide Apostolische Schreiben wurden durch die Congregatio de Propaganda Fide veröffentlicht. 1665 sandten mehrere Patriarchen der Ostkirchen Erklärungen über ihren Glaubensübertritt nach Rom. In dem von Pater Lorenzo di Lauria verfassten und von der Congregatio de Propaganda de Fide geprüften Verdikt wurde zusammengefasst: „Jeder dürfe den römischen Glauben annehmen, sie sollten jedoch darüber informiert werden, dass sie danach nicht wieder einen anderen Glauben annehmen dürfen.“

### Veränderungen in den liturgischen Büchern
Seit einiger Zeit, so bemängelte Benedikt XIV., seien in den liturgischen Büchern der Ostkirchen (Euchologion) in Messbüchern und Brevieren, aber auch in den griechischen Liturgiebüchern Fälschungen aufgenommen worden. Die ersten Untersuchungen begannen unter der Leitung von Urban VIII. und wurden unter Clemens XII. (1730–1740) fortgesetzt. Während des eigenen Pontifikats arbeiteten und diskutierten viele Gelehrte mit unterschiedlichen Sprachkenntnissen gewissenhaft an den Riten der Ostkirchen. Benedikt XIV. hob noch einmal die Wichtigkeit und Gründlichkeit dieser Untersuchungen hervor, es lag ihm daran, keine Fehler aus der früheren Geschichte zu übernehmen. Er stützte sich hierbei besonders auf den katholischen Konvertiten und griechischen Altphilologen Leone Allacci (1586–1669).
Im vorangegangenen Jahrhundert versuchten die Lutheraner, die Griechen und andere Ostkirchen in ihre eigenen Fehler zu verwickeln. In den Sakramentsfragen zur Eucharistie und zur hl. Wandlung versuchten auch die Calvinisten, in die Riten der Griechen vorzudringen, und hatten vermutlich Patriarch Kyrill auf ihre Seite gezogen.
Benedikt XIV. fasste zusammen: Erstens sei es beachtlich, dass man den Angriffen auf die katholischen Doktrin entgegengetreten sei und diese zu neuen Inspirationen geführt habe. Zweitens sei erkannt worden, dass keine Notwendigkeit bestehe, die Riten auf ihre alten Positionen zurückzuführen, und dass der Weg zur Einheit der Kirchen vorangebracht worden sei. Es sei gelungen, „die Spreu vom Weizen zu trennen“ (Matthäus 3,12  und Lukas 3,17 ); es müsse aufgezeigt werden, dass die römisch-katholische Kirche ihre eigenen Riten und Zeremonien beibehält. Drittens und letztens könne dem Konvertierten auferlegt werden, den katholischen Ritus zu vollziehen, eine Rückforderung der alten Riten bleibe verboten.

## Konversionsfragen
Im nächsten großen Abschnitt wiederholt Benedikt XIV. mehrere Beschlüsse zur Konversion:
Nach dem Konzil von Florenz und dem Abschluss der Kirchenvereinigung äußerten in Griechenland lebende Katholiken, dass es für sie rechtmäßig sei, zum griechischen Ritus zu konvertieren. Bereits Nikolaus V. (1328–1330) hatte diese Praktiken untersagt. Benedikt XIV. stellte fest: Obwohl die Riten der Ostkirchen lobenswert seien, wird die Anwendung durch Katholiken nicht erlaubt; er verwies auf die Apostolische Konstitution Etsi Pastoralis und erinnerte daran, dass auch das Konzil von Florenz dem nicht zugestimmt habe. Es gebe nur wenige Ausnahmen für die studierenden Priester in den römischen Kollegs der Ostkirchen. Während also der Übertritt vom lateinischen zum griechischen Ritus untersagt wurde, ergab sich beim Übertritt vom griechischen zum lateinischen Ritus kein Hinderungsgrund. Der Papst forderte eine strenge Auslegung und legte fest, dass Dispensionen nur vom Heiligen Stuhl behandelt werden dürfen. Diese Bestimmung hatte auch Urban VIII. für die Ruthenische griechisch-katholische Kirche 1624 festgelegt.

## Einige Beispiele zu unterschiedlichen Auffassungen
Das nächste Kapitel dieser Enzyklika nimmt einen großen Raum zu den verschiedenen Riten, ihren Praktiken und Auslegungen ein, hier einige Beispiele:

### Die Brotfrage
Zur Frage des „ungesäuerten Brotes“ (Hostie) nahm Benedikt XIV. Stellung und erklärte, dass sowohl das ungesäuerte als auch das gesäuerte Brot zur Eucharistie geeignet ist.

### Die Ehe griechischer Priester
Ein weiteres Thema war die Ehe der griechisch-katholischen Priester, die nach ihrer Ordination bestehen blieb. Dieser Zustand wurde durch die römische Autorität toleriert; eine solche Toleranz sei besser als ein erneutes Schisma herbeizuführen. Trotzdem klagten einige Griechen die lateinische Kirche wegen der Beibehaltung des Zölibats an.

### Firmung
Einige Kopten und Armenier führten Klage darüber, dass die Firmung nicht unmittelbar der Taufe folge. Nach den Regeln der westlichen Kirche erfolgte die Firmung erst dann, wenn der Kandidat in der Lage sei, Gutes vom Bösen zu unterscheiden. Die römisch-katholische Kirche verbot die Tauf- und Firmungspraktiken nicht. Die Kopten würden jedoch die Taufe der Katholiken nicht anerkennen, da die Firmung nicht im direkten Anschluss erfolge. Diese Missachtung konnte von Rom nicht geduldet werden und wurde zurückgewiesen.

### Erstkommunion
Ein weiteres Problem legte Benedikt XIV. dar: Es handelte sich um die Reichung der Erstkommunion direkt nach der Taufe, wie es in der Armenischen Kirche praktiziert wurde. Er stellte fest, dass dieses keine Notwendigkeit zur „ewigen Rettung“ der Kinder sei. Auf dem Konzil von Trient sei diese Feststellung auch getroffen worden und Benedikt XII. (1334–1342) hätte den Armeniern die Kinderkommunion untersagt. Nach einigen theologischen Ausführungen kommt der Papst zum Entschluss, dass man die bewährten und von Tradition geprägten Riten, aus Gründen der Einheit, für die Armenier und Kopten weiterhin erhalten werde.

### Darreichung von Brot und Wein
Die nächste Unstimmigkeit war die Darreichung der Kommunion zwischen griechisch-katholischen und römisch-katholischen Gläubigen und der gleichzeitigen Darreichung von Wein und Brot. Dieses Thema wurde im „griechischen Kolleg“ zu Rom diskutiert, die Befolgung des griechischen Ritus war demnach obligatorisch. Leone Allacci hatte dieses in seinen Abhandlungen auch bestätigt. In Übereinstimmung mit der von Urban VIII. approbierten apostolischen Konstitution – für die Kollegs der Ostkirchen in Rom – mussten die Studenten einmal wöchentlich das Glaubensbekenntnis ablegen und alle vierzehn Tage die Kommunion nach dem lateinischen Ritus empfangen. Zu den großen Kirchenfesten wie Ostern, Pfingsten und Weihnachten waren die Kollegschüler verpflichtet, die Eucharistie nach dem griechischen Ritus (also gesäuertes Brot und reinen Wein, ohne Wasserzusatz) zu empfangen. Hierzu wurde den Kommunionempfängern der Wein auf einem kleinen Löffel gereicht. Allen anderen griechischen Messteilnehmern wurde die Kommunion auf Anfrage nach dem griechischen Ritus dargereicht.
In der Apostolischen Konstitution Etsi Pastoralis hatte Benedikt XIV. diese Möglichkeit für die Italo-albanische Kirche untersagt und stellte fest, dass einige Griechen den Empfang der Kommunion nach beiden Riten verlassen hätten, obwohl es allgemeine Sitte für die ganzen Ostkirchen gewesen sei. Der berühmte Lucas Holstenius hatte berichtet, dass nach dem Ritus der Äthiopier die Darreichung der Hl. Kommunion nur in Form des Brotes vorherrsche.
Der Patriarch der Maroniten hatte an Gregor XIII. berichtet, dass den Gemeindemitgliedern die Hl. Kommunion mit Brot und Wein dargereicht würde, worauf dieser geantwortet habe, dass dem Laien nur Brot gereicht werden solle, da die Gefahr bestünde, den Wein aus dem Kelch zu verschütten. Die Synodenväter des Partikularkonzils von Libanon (1736) erklärten, dass sie bei der Kommunionsdarreichung nur noch dem lateinischen Ritus – d. h. nur die Darreichung von Brot – praktizieren würden. Diakonen sei es erlaubt, Brot und Wein zu erhalten, wobei aber die Benutzung eines Weinlöffels abgeschafft wurde. Stattdessen wurde das Brot in den Wein getaucht.

### Wasser und Wein
Als letzten Diskussionspunkt kam der Papst zur Frage der unterschiedlichen Handhabung des Hinzufügens von geweihtem Wasser in den Weinkelch. Hierzu hatte der Erzbischof von Tyros und Sidon im Jahr 1716 an Clemens XI. (1700–1721) einige Fragen gestellt. So fragte er, ob den Melchiten in Syrien und Palästina das Hinzufügen von Wasser in den Wein untersagt werden solle. Clemens XI. lehnte ein Verbot ab. Benedikt XIII. (1724–1730) hatte 1729 dem griechischen Patriarchen von Antiochen auf dessen Anfrage eine vergleichbare Antwort gegeben und schließlich habe er in seiner Konstitution Etsi Pastoralis diesen Ritus ebenfalls für den Italiano-albanischen Ritus erlaubt. Am 1. Mai 1746 habe er schließlich festgelegt, dass es hierzu keine Änderungen geben soll. Er räumt darüber hinaus ein, dass Kardinal Humbert von Silva Candida (1006 oder 1010–1061) zur damaligen Zeit energisch gegen diese Sitte gestritten hatte, aber seinen Argumenten fehlte jegliche Substanz. Auch die Teilnehmer der Partikularsynode von Zamość hatten 1720 diesen Teil der Wandlung untersagt. Zu dieser Thematik verweist er ebenfalls auf die Autorität seines Amtes und kündigt zur entsprechenden Zeit eine Regelung an. Bis dahin sei diese Entscheidung in die Hände der zuständigen Bischöfe gelegt, die allerdings bestrebt sein sollen, viele Riten der römisch-katholischen Kirche zu übernehmen.

## Das Glaubensbekenntnis
Über das Christliche Glaubensbekenntnis führte Benedikt XIV. aus, dass es ursprünglich in den griechischen Messen Eingang gefunden hatte und dann vom lateinischen Ritus übernommen wurde. Nun werde in beiden Liturgiefeiern das Glaubensbekenntnis gebetet. Der Ursprung, dass das Glaubensbekenntnis als Bestandteil der Heiligen Messe gelte, sei auf das 3. Konzil von Toledo (589) zurückzuführen. Hier werde erstmals das Filioque erwähnt, welches Bestandteil des Glaubensbekenntnisses nach dem lateinischen Ritus und der Ostkirchen wurde. Die 150 anwesenden Bischöfe der Ostkirchen hätten dieser Formel zugestimmt. Der Zusatz solle verdeutlichen, dass Jesus Christus mit Gott dem Vater wesenseins ist.

## Die Kreuzanbetung
In Fortsetzung seiner Themen ging Benedikt XIV. auch auf die Frage der „Kreuzanbetung“ bzw. „Kreuzverehrung“ ein. Er erwähnte Amalarius (775–850) und dessen Werk De Divinis Officiis. Hierin hatte dieser beschrieben, dass zu Karfreitag in Jerusalem das Kreuz an dem Christus hing, angebetet wurde. Diese Kreuzanbetung sei durch den lateinischen Ritus von den Griechen übernommen worden.

## Die Christlichen Hymnen
Die ältesten christlichen Hymnen (Trisagion) stellen den Lobhymnus an die Dreieinigkeit dar, dieser heißt: „Heiliger Gott, heiliger starker (Gott), heiliger unsterblicher (Gott), erbarme dich unser.“ Dieser Lobgesang entstand im Zusammenhang mit einem Wunder, welches in Konstantinopel, in der Mitte des fünften Jahrhunderts, vorkam. Papst Benedikt XIV. beschrieb dieses Wunder im Anschluss an Patriarch Nikephoros I. (757/758–828), es sei bereits von Papst Felix II. (483–492) in seinem dritten Brief an Pietro Fullo erwähnt worden. Das Trisagion, schreibt Benedikt XIV. weiter, werde immer noch am Karfreitag gesungen.

## Weihwasser zum Dreikönigsfest
Das Segnen des Wassers am Vorabend zum Dreikönigsfest (6. Januar) leitet sich vom Ritus der griechischen Kirche ab. Diese Zeremonie wurde von Rom erlaubt, ebenso darf das gesegnete Wasser zum Besprengen benutzt werden.

## Zeremonien zum Gründonnerstag
Die Abdeckung und die Reinigung des Altars am Vorabend zu Karfreitag, dem so genannten „Gründonnerstag“, ist vom griechischen Ritus in den lateinischen Ritus übernommen worden. Benedikt XIV. führte an, dass diese Zeremonie bis in das 5. Jahrhundert zurück reicht. Sie sei bereits vom Heiligen Sabas und von Leone Allacci in ihren Schriften erwähnt sowie von Gelasius I. (492–496) bestätigt worden. Praktisch wurde diese Zeremonie vom Hl. Isidor (560–646), dem Erzbischof von Sevilla, zum ersten Mal angewandt und fand danach auch Eingang im Vatikan. Aus diesem Anlass brachte Benedikt XIV. noch einmal zum Ausdruck, dass es aus der Sicht des Heiligen Stuhls gute Gründe gäbe, liturgische Zeremonien aus der griechischen Kirche zu übernehmen und in der katholischen Kirche anzuwenden.

## Trisagion
Im nächsten Kapitel dieser Enzyklika ging Benedikt XIV. noch einmal auf die christlichen Hymnen (Trisagion) ein, deren Entstehung er bereits beschrieben hatte. Dabei ging es um die Ergänzung der Worte: „Er, der für uns gekreuzigt wurde“, die von Pietro Fullo eingefügt worden waren und von einigen Bischöfen aus Syrien und Armenien akzeptiert wurden. Diese Version, die als „gekreuzigt“ nur auf „Gottes Sohn“ verwies, wurde von den Päpsten nicht anerkannt und als Fehler bezeichnet. Wie bereits erwähnt, bezog sich das Trisagion auf die Allerheiligste Dreifaltigkeit. Eine von Felix III. (526–530) geleitete römische Synode hatte diese Version verdammt und hierzu ausgeführt: „Die Hymne ist allein über die Dreieinigkeit gesungen worden und wurde von Gott selbst, mittels eines Jungen, an die Kirche gesandt, wodurch Konstantinopel von einem Erdbeben verschont wurde. Dieses wurde auf dem Konzil von Chalcedon (451) beschlossen. Eine Erweiterung, die sich nur auf Christus bezog, wurde abgelehnt“.
Auch Papst Gregor VII. (1073–1085) habe in einem Schreiben an den Erzbischof und Patriarchen von Armenien diese Aussage bestätigt. In gleicher Weise habe sich Gregor XIII. (1572–1585) in einem Brief vom 14. Februar 1577 an den Patriarchen der Maroniten geäußert. Am 30. Januar 1635 untersuchte die Congregatio de Propagenda Fide die armenische Liturgie und kam zu dem Schluss, dass der von den Armeniern verwendete Zusatz nicht erlaubt sei und getilgt werden müsse.

## Mitwirkung von Frauen bei der Messe
In einem Schreiben von Gelasius I. (492–496) an die Bischöfe von Lukanien verdammte dieser die, von den Priestern eingeführte, Praxis, Frauen bei der Messe als Messdienerinnen einzusetzen. Da sich diese Praktiken auch bei den Griechen verbreitet hatten, verbot Papst Innozenz IV. (1243–1254) dies in einem Schreiben an die Bischöfe von Tusculum mit den Worten: „Frauen sollten es nicht wagen, am Altar zu dienen, für sie sollte insgesamt ein solches Amt abgelehnt werden“. Die Mitwirkung von Frauen habe auch er (Benedikt XIV.) in seinem Schreiben Etsi Pastoralis verboten.

## Sterbekommunion
Am Gründonnerstag, in Erinnerung an die eingesetzte Eucharistie, besteht die Tradition, gesegnetes Brot für ein ganzes Jahr aufzubewahren (siehe hierzu auch: Sterbesakrament), das auf Bitten als Sterbekommunion für Sterbenskranke verwandt wird. In einigen Fällen wird auch konsekrierter Wein zum Brot benutzt, berichtete Leone Allacci. Innozenz IV. (1243–1254) hatte in seinem Schreiben an die Bischöfe von Tusculum angeregt, nicht das aufbewahrte Brot zu verwenden, sondern immer eine Kommunion verfügbar zu halten, die sie täglich erneuern sollten. Clemens VIII. (1592–1605) legte diese Regeln in einer Instruktion fest, Benedikt XIV. regelte diese Sterbekommunion erneut in der Konstitution Etsi Pastoralis. Schließlich wurde die Neuregelung auf der Synode vom Zamość mit einem Dekret beschlossen und von der Congregatio de Propaganda Fide bestätigt. Die Gemeindepriester sollten für die Todkranken die Kommunion für eine Woche oder vier Tage bereithalten. Die Väter der Synode vom Libanon nahmen ebenfalls diese Regelung an.

## Glaubensbekenntnis und Dreieinigkeit
Benedikt XIV. geht in diesem Abschnitt auf die Problematik der Allerheiligsten Dreifaltigkeit im Glaubensbekenntnis ein. Seit jeher, wenn die griechische und lateinische Kirche über dieses Thema diskutiert hätten, sei es zum Streit gekommen. Seine Prüfung habe nun drei Aspekte ergeben, die er hier darstellen wolle.
Zuallererst sei dieses ein Dogma des Glaubens, an dem es keinen Zweifel gebe und der von jedem wahren Katholiken angenommen werde.
Die zweite Frage sei, ob es zulässig sei, im Glaubensbekenntnis den Zusatz „und vom Sohn“ hinzuzufügen, obwohl dieser nicht durch die Konzile von Nicäa (325) und Konstantinopel (553) benutzt wurde. Die Schwierigkeiten hätten seit dem Konzil von Ephesus (431) zugenommen, obwohl die Konzilsväter des Ökumenischen Konzils beschlossen hatten, dass es von niemandem erlaubt sei, die Beschlüsse über den Zusammenhang mit dem Heiligen Geist zu ergänzen oder anders zu definieren.
Der dritte und letzte Aspekt zielte auf die Frage, ob die Ostkirchen und Griechen das Glaubensbekenntnis in der Weise, also mit dem Zusatz „und vom Sohn“, benutzen dürften, so wie sie es vor dem Schisma getan hätten. In seinen Entscheidungen hierzu hatte der Heilige Stuhl variiert und wollte damit den Kirchen entgegenkommen. Es gehe hier in der Tat nur um eine – wenn auch entscheidende – Wortwahl, heißt es „vom Vater und vom Sohn und vom Heiligen Geist“ oder „vom Vater, vom Sohn und Heiligen Geist“?
Im nachfolgenden Text geht Benedikt XIV. auf die Entscheidungen seiner Vorgänger ein und kommt zu dem Schluss, dass die Regelung der Wortwahl zu unterschiedlichen Auslegungen geführt hätte. Um diese Frage nun abzuschließen, schlug er beide Varianten vor und empfahl den Bischöfen, diese ausdrücklich zu genehmigen oder aber zu schweigen.

## Übernahme lateinischer Riten durch die Ostkirchen
Bisher bezog sich der Papst auf Riten, die von den Ostkirchen, Griechen und Lateinern respektiert wurden, nachfolgend beschrieb er zwei Beispiele der Maroniten.
Seit mehreren Jahrhunderten hätten sich die liturgischen Gewänder der Bischöfe und Priester geglichen. Bereits Innozenz III. (1198–1216) hatte in einem Schreiben aus dem Jahr 1215 auf die Einhaltung der Gewänder hingewiesen. Mehrere seiner Nachfolger sandten kostbare Gewänder, Kelche und Hostienteller an die Patriarchen der Maroniten und auf der Synode der Maroniten in Libanon haben diese den lateinischen Ritus übernommen. Benedikt XIV. kritisierte, dass die Maroniten den lateinischen Ritus nicht regelmäßig ausüben würden und diesen nur zu bestimmten Feiertagen zelebrieren würden. Weiterhin monierte er die Aufbewahrung des geweihten Brotes in einem Ziborium.

## Ergänzende Punkte
Der Papst bestätigt nochmals die Situation von Basra und die eingegangenen Fragen der Missionare, die zu diesem Schreiben geführt hätten. Er ordnete an, dass – so lange es keine Schwierigkeiten gäbe – keine Änderungen vorgenommen werden sollten und den Syrern und Armeniern die Ausübung ihrer Riten weiterhin gestattet werden sollte. Er genehmigte ausdrücklich die Ausübung der Riten in einer katholischen Kirche, damit den Gläubigen in Basra eine gemeinsame Kirche angeboten werden könne. Er unterstrich aber auch, dass es eine Vermischung der Riten untereinander nicht geben dürfe und wies erneut auf die Konstitution Etsi Pastoralis hin. Es dürfe aber auch keine gleichzeitig abgehaltenen Eucharistiefeiern im lateinischen und griechischen Ritus geben, dieses führte er auf ein Verbot von Pius V. (1566–1572) zurück. Es gebe nur für die römischen Kollegs der Ostkirchen privilegierte Ausnahmen und dabei müsse es auch bleiben. Des Weiteren beschrieb Benedikt XIV. noch einige Vorstöße aus Ungarn, Russland, Weißrussland, den koptischen, ruthenischen und armenischen Kirchen, die alle abgewiesen worden waren. Er beschrieb einige Bereiche bei der Konzelebration und verwies auf die nur für den lateinischen Ritus geeigneten Altäre.
Ein weiterer Punkt war die Frage, ob die Armenier und Syrer die kirchlichen Festtage nach dem neuen Kalender begehen müssen, oder ob sie weiterhin ihre kirchlichen Hochfeste nach dem alten Kalender feiern dürften. Hierzu führte Benedikt XIV. aus, dass nach eingehender Untersuchung das Kardinalsgremium zum Ergebnis gekommen sei, keine Veränderungen vorzunehmen und die Feiertage auch nach dem alten Kalender stattfinden sollen. Für die Italo-griechischen Christen in Italien hatte er jedoch angeordnet, den neuen Kirchenkalender zu übernehmen. Die im Libanon lebenden armenischen Katholiken hatten den Gregorianischen Kalender abgelehnt und durch Innozenz XII. (1691–1700) eine Dispens erhalten. Die Mitglieder des Heiligen Offizium und Clemens X. (1667–1676) hatten am 20. Juni 1674 erklärt, dass die im Libanon lebenden Katholiken den alten Kalender benutzen durften – aber alle Ostkirchen sollten bestrebt sein, den Gregorianischen Kalender zu respektieren, in der Absicht, ihn später zu übernehmen, welches der Heilige Stuhl äußerst wohlwollend begrüßen würde.
Im letzten Punkt kam Benedikt XIV. noch einmal auf die Einhaltung der Abstinenz der Syrer und Armenier in Basra zu sprechen. Wenn also kein Fisch gegessen würde, sollen die Missionare ermächtigt werden, den Fastenden eine fromme Arbeit aufzuerlegen. Er lehnte eine einheitliche Regelung und Vorschrift über das Essen von Fisch zur Fastenzeit ab, um die Einheit der Kirche nicht zu erschüttern.

## Schlusswort
Mit dieser Enzyklika, schrieb der Papst, glaube er, den Gläubigen und speziell den Missionaren auf ihre Fragen eine Antwort gegeben zu haben. Er wolle damit seinen guten Willen zum Ausdruck bringen und das Wohlwollen für die Ostkirchen, deren Riten und den lateinischen Riten unterstreichen. Die Kirche will keine erneute Trennung, und sein größter Wunsch sei die Bewahrung und nicht die Zerstörung der Einheit.